# Досиос, Аристидис
Аристидис До́сиос (греч.  Αριστείδης Δόσιος; 1844 — апрель 1881) — греческий экономист и банкир второй половины XIX века.
Более всего известен своим неудачным покушением на жизнь королевы Амалии, которую он предпринял будучи студентом 6 сентября 1861 года.

## Семья
Аристидис Досиос родился в Афинах в богатой и образованной семье.
Отец Константинос Досиос родом из западномакедонского села Власти был политологом и политиком. На Национальном собрании 1843 года Константинос Досиос представлял греков македонян находившихся ещё под османской властью.
Впоследствии и после изгания короля Оттона, в 1863 году стал министром в правительстве Зиновия Валвиса и в 1864 году стал членом комитета подготовившего новую Конституцию страны.
Мать, Екатерина Досиу (1820—1856) была дочерью видного политического деятеля Греческой революции, а затем министра и премьер-министра Греческого королевства Александра Маврокордатоса.
Екатерина Досиу более всего известна в качестве переводчицы. Кроме прочего, ей принадлежит перевод на греческий «Гяура» лорда Байрона.
Аристидис был старшим ребёнком в семье.
Его младшие братья Леандрос и Катерина оставили свой след в общественной жизни греческой столицы того периода, а самый младший брат, Александрос, был в числе греческих гарибальдийцев.
Аристидис, будучи способным и энергичным юношей, поступил на юридический факультет Афинского университета.

## Покушение на королеву Амалию

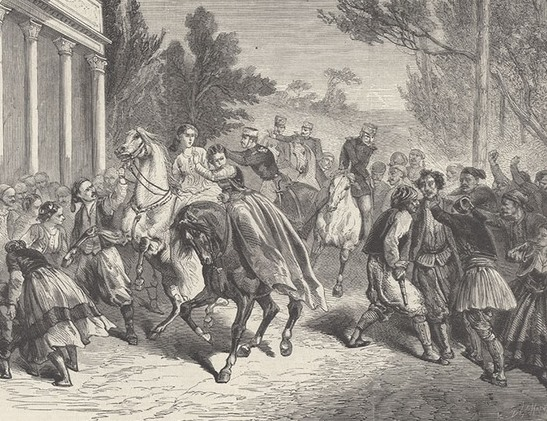
Покушение на королеву Амалию. Немецкая литография неизвестного автора.

К концу 50-х годов XIX века политическая жизнь Греческого королевства была крайне напряжённой.
Оппозиция приобрела явную антимонархическую направленность и изгнанная из парламента направила свою деятельность в прессу, демонстрации и подпольные организации.
В ноябре 1859 года вышла газета «Будущее Отечества» (Το Μέλλον της Πατρίδος), которая приняла на себя основную тяжесть антимонархистской борьбы.
В её редакции вращались молодые интеллигенты и журналисты, такие как Анастасиос и Иоаннис Геннадиос (сыновья гетериста Георгиоса Геннадиоса), Алкивиад Кампас, Аристид Гларакис (сын министра Георгия Гларакиса), молодой тогда поэт Ахилл Парасхос, Теодорос Флогаитис (сын одессита гетериста Николаоса Флогаитиса), будущий премьер-министр Греции Эпаминондас Делигеоргис и его брат Аристид.
В числе этих представителей т. н. «Золотой молодёжи» был и Аристид Дросиос.
«Будущее Отечества» стало местом встречи всех антиоттоновских сил:491.
В марте полиция раскрыла антимонархистский заговор, участники которого, студенты и молодые офицеры, планировали захватить королевский дворец.
Но арестованные были освобождены за неимением достоверных улик:492.
25 марта, в день празднования годовщины Греческой революции, по стране прокатилась волна антимонархистских демонстраций:492.
В этот период королева Амалия исполняла роль регента, поскольку король Оттон находился в Баварии на лечении и обсуждал со своей семьёй вопрос наследования короны, в силу того что у королевской четы не было наследника.
Амалия ещё была достаточна популярна в народе, который помнил её твёрдую позицию в ходе Паркеровских событий и в годы Крымской войны:492.
В силу этого, 6 сентября, Амалия, без особых предостережений, совершала свою ежедневную прогулку на площади Синтагма, когда на неё было совершено покушение. Покушавшимся был восемнадцатилетний Аристид Досиос. Он на достаточно близкой дистанции выстрелил в королеву из пистолета, но промахнулся. Досиос был арестован на месте преступления.
Он предстал перед советом министров, который в это время заседал в двух сотнях метров от места преступления и с дерзостью и гордостью заявил удивлённому премьер-министру Афанасию Миаулису и министрам что он «намеревался избавить Отечество от тирании».
На допросах он принял ответственность за покушение на себя, не называя имён сообщников.
То же самое он заявил на суде, который приговорил его к смерти. На суде Досиос именовал Амалию гиеной и заявлял что сожалеет только о том что промахнулся.
Поскольку он покушался на женщину, Досиос заявил что «половые различия прерываются, когда женщина восходит на трон»
По делу Досиоса были также арестованы братья Леонид и Эпаминод Делигеоргисы, Анастасий Геннадиос, Теодорос Флогаитис, Ахилл Парасхос, Аристид Гларакис, Агис Клеоменис. В застенках полиции все они подверглись жестоким пыткам. Попытка офицера полиции Агамемнона Скарвелиса освободить Досиоса, стоила первому ареста и изгнания из полиции.
Королева Амалия жестом «великодушия, которое ей ничего не стоило и в силу политической целесообразности подарила ему жизнь и изменила приговор на пожизненное заключение»:492.

## Последующие годы
Досиос оставался заключённым не более года. 10 октября 1862 года восставший народ открыл тюрьмы и освободил заключённых. Среди освобождённых был и Досиос.
Через год королевская чета была низложена и изгнана из Греции.
Досиос отправился в Мюнхен и Италию продолжить своё образование, после чего учился также в Пруссии и Бельгии. Он написал ряд исследований по экономике, среди которых «Пределы экономической практики» («Les Limites de l΄ Economie Pratique») и «Соображения и мысли о греческом паровом судоходстве» ("Κρίσεις και σκέψεις περί της ελληνικής ατμοπλοίας).
Вернувшись в Грецию возглавил Морской банк «Архангел» (банк был создан в 1870 год у в Афинах, но по большей части функционировал как страховая компания) и написал отчёт о деятельности банка в 1877 году. Однако Досиос страдал меланхолией и психическим расстройством, как следствие пыток которым он подвергся после покушения на Амалию. Он был заключён в больницу для душевнобольных, где и умер в апреле 1881 года, в возрасте 37 лет.
Греческий историк-марксист Я. Кордатос подтверждает, что психическое расстройство Досиоса связано с вскрытием старой раны на голове полученной от пыток в полиции. Но он же отмечает, что постоянная меланхолия Досиоса была связана с тем, что по возвращении в Грецию он обнаружил, что в стране ничего не изменилось и что политическая обстановка остаётся прежней.